# Фенрир
 Тази статия е за персонажа от скандинавската митология.  За спътника на Сатурн вижте Фенрир (спътник на Сатурн).  
Фенрир (в превод – обитател на тресавищата), Фенрисулфр (на старонорвежки: Fenrisúlfr – Вълкът Фенрис) или Хродвитнир (на старонорвежки: Hróðvitnir – славния вълк) е огромен вълк в скандинавската митология, бог на мъглата и илюзиите.

## Легенда
Фенрир е едно от децата на Локи от великанката Ангробода. Локи живее три години с великанката, като за този период има три деца от нея – Хел, змията Йормунганд и вълкът Фенрир. Когато боговете разбират за тях, те са извикани в Асгард и Хел е изпратена да владее подземния свят Нифлхейм, Йормунганд на дъното на Световното море, а Фенрир, който още е съвсем мъничък (на ръст колкото обикновен вълк) е оставен в Асгард. Много скоро обаче Фенрир пораства дотолкова, че гърбът му се извисява над дворците в небесния град и единствен Тир се осмелява да го храни. Тогава боговете, усетили заплахата от чудовищния вълк, решават да го вържат. След месец труд те изковават огромната верига Лединг и под претекст, че искат да проверят силата на вълчето, го връзват с нея, но Фенрир я разкъсва без усилие. Асите се опитват да го вържат и с веригата Дроми, изковавана за три месеца и три пъти по-дебела от Лединг, но Фенрир с лекота се справя и с нея. Ужасените богове се обръщат за помощ към джуджетата, известни като най-изкусните майстори, които след няколко месеца им представят вълшебната верига Глейпнир.
Боговете са разочаровени от новата верига – тя прилича повече на копринено въже, но все пак решават да опитат – отвеждат Фенрир на остров Люнгви, където го подлагат на последното изпитание. Заподозрял измама (условието е, че ще го освободят ако не успее да се справи с веригата), вълкът се съгласява да се подложи на изпитанието, само ако някой от асите постави дясната си ръка в устата му – съгласява се единствено бог Тир, най-храбрият измежду тях. Боговете слагат веригата Глейпнир на Фенрир, който въпреки всичките си усилия не успява да се освободи от нея и след отказа на боговете да го освободят, отхапва ръката на Тир и се нахвърля срещу останалите. Хеймдал втъква меча си в раззинатата му паст, като по този начин вълкът не може да затвори устата си – воят му разтърсва земята, а от лигите му, стичащи се от устата се образува река Вон (на нордически: „Надежда“ – реката на очакването). Краят на веригата Глейпнир, наречен Гелгя, боговете прекарват през огромната каменна плоча Хьол, която заравят на миля в земята, а самият край връзват за канарата Твити, която заравят още по-дълбоко. Вълкът Фенрир остава на острова и очаква Рагнарьок, когато ще се освободи и ще се нахвърли върху боговете.
Според мита, когато дойде Рагнарьок, Фенрир ще се освободи от веригата Глейпнир и заедно със сестрите си и другите демони ще тръгне на бой срещу боговете. В последвалата битка той ще разкъса върховния бог Один, но ще загине от ръката на сина му Видар.

- Връзването на Фенрир 
(Дороти Харди, 1909)
- Връзването на Фенрир 
(Джордж Райт, 1908)